# Damir Džumhur
Damir Džumhur (bs[dǎːmir dʒûmxur], n. 20 mai 1992) este un jucător bosniac de tenis. Este membru al echipei de Cupa Davis a Bosniei și Herțegovinei și a concurat la Jocurile Olimpice de vară din 2016, fiind primul jucător de tenis din această țară care participă la olimpiadă.
Ca junior, a ajuns până pe poziția a treia în lume și a fost medaliat cu bronz la Jocurile Olimpice de Tineret din 2010. Džumhur este, de asemenea, primul jucător de sex masculin care a reprezentat Bosnia și Herțegovina în tabloul principal al unui turneu de Grand Slam. Cea mai bună poziție obținută în carieră, cea de-a treizecea, îl face cel bine clasat jucător din Bosnia și Herțegovina.
Prin câștigarea Openului de la Sankt Petersburg din 2017, Džumhur a devenit primul jucător bosniac care a câștigat un turneu mondial ATP. Pe 12 decembrie 2017 Damir Džumhur a fost ales Sportivul Anului în Bosnia.

## Biografie
Džumhur s-a născut pe 20 mai 1992, la Sarajevo, ca primul copil al tatălui Nerfid și al Žanetei. Nașterea sa a venit la scurt timp după izbucnirea războiului bosniac, într-o maternitate situată în apropierea Sălii Olimpice Zetra. În acea perioadă arena a fost distrusă, Damir începând să practice tenisul în zona amenajată în locul ei.
La începutul carierei de tenis, Džumhur a fost antrenat de tatăl său, Nerfid, care a deschis o școală de tenis încă din 1994. A început să joace tenis la vârsta de cinci ani. În tinerețe Džumhur a practicat, pe lângă tenis, schi și fotbal. Îi admiră pe Patrick Rafter și Roger Federer, și este susținător al echipei bosniace de fotbal FK Željezničar. În copilărie, el a jucat în două filme – Grbavica (2006), ca figurant, și în Mörderischer Frieden (2007), în rolul lui Durcan.
A studiat științe politice la Facultatea de Științe Politice din Sarajevo de la Universitatea din Sarajevo.
Džumhur a avut numeroase iubite în trecut, Jelena Pranjić, Dina Kahrimanović, Lamija Radonja și, cel mai recent modelul sârb, Dejana Živković.

## Legături externe
- en Damir Džumhur la Association of Tennis Professionals
- Damir Džumhur la International Tennis Federation
- Damir Džumhur at the International Tennis Federation Junior Profile
- Damir Džumhur la Cupa Davis